# Malmö stadsteater
Malmö stadsteater er et kommunalt svensk teater i Malmö grundlagt i 1944. Oprindeligt omfattede teatrets aktiviteter skuespil, musikteater, ballet og symfoniorkester. Da de forskellige aktiviteter blev splittet op i midten af 1980'erne og begyndelsen af 1990'erne, blev Malmö Dramatiska Teater dannet i 1993 af det oprindelige byteaters dramaensemble. Siden 2008 har man anvendt navnet "Malmö stadsteater" igen.

## Det oprindelige Malmö stadsteater

### Teatrets tilblivelse og repertoire
I 1931 blev Föreningen Malmö Stadsteater dannet med henblik på at skabe en moderne kommunal teatervirksomhed Sveriges tredjestørste by, og den 23. September 1944 indviede man Malmö stadsteater og dets store teaterbygning (tegnet af arkitekterne Sigurd Lewerentz, David Helldén og Erik Lallerstedt og opført fra 1933-1944) med En skærsommernatsdrøm af William Shakespeare på dens Stora scen (én af Nordeuropas største) og Mans kvinna af Vilhelm Moberg på den mindre Intima.
Byteatret havde oprindeligt megen omfattende aktivitet, blandt andet skuespil, opera, operette, syngespil, ballet og pantomime på dets scener, og derudover blev der afholdt regelmæssige klassiske koncerter på Stora scenen ud over orkestrets parallelfunktion som teaterorkester, indtil symfonikerne blev flyttet til Malmö konserthus og blev en selvstændig enhed Malmö symfoniorkester (MSO) i 1985. Scenerummene blev designet ud fra ét af idealerne for antikkens amfiteatre, nemlig en "demokratisk folketeaterform", med store sceneåbninger, god synlighed og hørbarhed fra alle sæder samt en enkelt balkon i salonen (se Malmö Opera).

### Kunstværker
Piazzaen uden for bygningen er prydet med Nils Sjögrens Tragos. I den nederste foyer finder man Bror Marklunds imposante Thalia af bronze og i den øverste en række skulpturer, herunder Carl Eldhs Ung flicka (marmor) samt en springvandsfigur (i gips), Anders Jönssons Afrodite (bronze), Clarence Blums Dansen går (bronze), Gunnar Nylunds Cavalcade (chamotte), Isaac Grünewalds Commedia dell'arte, Wäinö Aaltonen's Georg Schnéevoigt (bronze), Anders Olssons Oscar Winge (bronze) og Carl Milles Fanny och Selma (marmor). Den øverste foyer er ligeledes prydet af to store oliemalerier af Martin Emond med motiver taget fra forskellige skuespil af Shakespeare.
- Malmö stadsteaters oprindelige bygning, nu Malmö Opera. Forrest ses springvandsfiguren Tragos.
- Tragos
- Skulpturen set om natten.

### Teatrets udvikling
Mange af Sveriges kendte skuespillere, sangere, instruktører (med mere) har arbejdet på teatret, som gennem årene har fået opført yderligere scener rundt omkring i Malmö, eksempelvis Nya Teatern (nu Nöjesteatern), Konsthallsscenen (på Malmö konsthall), børneteaterscenen Pireus, Verkstan (scene for den nuværende Operaverkstan på Malmö Opera) samt Carolinahallen (i St. Gertruds-kvarteret), og teatret har ligeledes arrangeret omfattende udenbys-turnéer.
I 1950'erne begyndte en kendt æra, idet Ingmar Bergman indtrådte som direktør og kunstnerisk leder af et skuespillerensemble, der favnede det meste af hans senere så verdensberømte gruppe af svenske skuespillere, som blandt andet havde gæsteoptrædener i Paris og London. 1960'erne og 70'erne var derimod mere præget af politisk engagerede skuespil især på teatrets lille scene Intiman, men samtidig opførtes modernistiske udgaver af klassiske balletter, operaer og ikke mindst operetter, der i årtier gjorde Malmö kendt som en "operetteby", og som efterhånden førte til succesfulde musicals som Røde Orm fra Kullen (1978) med Tommy Körberg i hovedrollerne og La Cage aux Folles (1985) med Jan Malmsjö.

### Turbulens og omrokering
Med flytningen af Malmö symfoniorkester i 1985, blev det nødvendig, at teatret fik sit eget orkester, hvilket pressede økonomien yderligere, og derudover blev det opfattet som stadigt vanskeligere at holde alle de forskellige kunstformers og kunstneriske interesseretninger inden for den gamle kollektivistiske teaterånd. I begyndelsen af 1990'erne (gennem flere forskellige faser) gik en forandringsbølge over teatret på grund af tvungne økonomiske besparelser og reformer. Den århundredlange operettetradition ophørte mere eller mindre (og blev delvist overtaget af nye private teatre som Nöjesteatern), de uafhængige scener blev opgivet og balletbranchen blev lukket og erstattet af det uafhængige Skånes Dansteaters moderne dans i 1995. Skuespillerensemblet ønskede i lighed med andre svenske byteatre (inden for skuespilskunst) at skabe sin egen identitet og blev i 1993 en selvstændig organisation under navnet Malmö Dramatiska Teater AB, mens den musikdramatiske del blev til Malmö Opera og Musikteater.
Således var en opsplitningsproces af det oprindelige Malmö stadsteater begyndt, og dets kunstformer blev gradvist opdelt i helt uafhængige selskaber med forskellige ejerskabskonstellationer (Malmö kommun og Region Skåne), og fra 1993 eksisterede Malmö stadsteater ikke længere officielt. I forbindelse med ændringerne blev det faste personale reduceret og i højere grad erstattet af kortvarige ansættelser, og samtidig blev det tidligere varierede repertoiresystem (med forskellige former for produktioner parallelt på scenerne på forskellige aftener) erstattet af mere statiske blokke med samme produktion hver aften i en intens spilleperiode. I 1996 blev de forskellige datterselskaber uafhængige.

## Nuværende Malmö stadsteater (og Malmö Dramatiska Teater)
Det nye Malmö Dramatiska Teaters første leder var instruktøren Staffan Valdemar Holm, og i januar 1994 indviede han ensemblets nye hovedscene, Hipp, der var en genopbygning af det gamle underholdnings- og operetteteater Hippodrome på Kalendegatan. Valget af den første produktion, den tyske tragedie Schroffenstein af Heinrich von Kleist, gav fornyet opmærksomhed i byen, og mange Malmö-borgere fik håb om en genskabelse af den gamle og mere muntre underholdningstradition på teatret.
I 2008 fandt en ny ændring sted, da Malmö stadsteaters navn dukkede op igen i forbindelse med, at Malmö Dramatiska Teater valgte at skifte betegnelsen tilbage til det oprindelige "Malmö stadsteater", dog kun med et skuespillerensemble denne gang. Den nye skuespillerscene blev fra starten regnet som et institutionsteater med tilskud fra Statens kulturråd. Teatret disponerer i dag over tre scener, Hipp med den lille sidescene Studion samt Intiman. Af mere bemærkelsesværdige produktioner på teatret kan nævnes Lulu af Frank Wedekind (1994) og Malmöiter af Klas Abrahamsson (2004).

## Unga Teatern
Byteatrets teateraktiviteter for børn og unge havde fra starten været en del af teatrets faste repertoire med enkelte årlige forestillinger for børnefamilier. I 1970 begyndte en ny pædagogisk tidsånd imidlertid og udkrystalliserede sig i en egen "fri gruppe" inden for Malmö stadsteater, Unga Teatern. I starten foregik det primært som opsøgende teaterture ved skoler og i produktioner på "Nya Teatern" med nyskrevne værker blandet med klassikere. I 1975 flyttede Unga Teatern til sin egen scene, Pireus, i et nybygget studenterhus af samme navn på Stadiongatan 21. I 1982 flyttede virksomheden midlertidigt til "Carolina Hall" i det historiske St. Gertruds-kvarter, før den fik sin egen scene i den store byteaterbygning, Verkstan, fra 1984. I takt med ændringer og økonomiske vanskeligheder blev Unga Teatern dog lukket i 1992.
I efteråret 2014 fødtes en ny version af Unga Teatern under ledelse af instruktør Ada Berger og med en fast sceneplads på Studio-scenen i Hipp-bygningen.

## Teaterchefer på det oprindelige Malmö stadsteater
- Sandro Malmquist (1944–1947)
- Stig Torsslow (1947–1950)
- Lars-Levi Læstadius (1950–1960)
- Gösta Folke (1960–1977)
- Rolf Rembe (1977–1980)
- Holger Reenberg (1980–1983)
- Claes Sylwander (1983–1989)
- Lars Larsson (1989–1992)
- Bengt Hall (1992–1993)

## Teaterchefer for det uafhængige skuespilsteater siden 1993
- Staffan Valdemar Holm (1993–1998)
- Nicolai Vemming (1998–2000)
- Thomas Nyh (2000–2001)
- Leif Jönsson (2001)
- Anders Lerner (2001–2007)
- Petra Brylander og Jesper Larsson (2007–2014)
- Petra Brylander (2014–2016)
- Leif Jönsson (2016)
- Kitte Wagner (2016–2024)
- Petra Brylander (2024-)